# Kanadischer Holunder
Der Kanadische Holunder (Sambucus nigra subsp. canadensis) ist eine Unterart der auch in Mitteleuropa vorkommenden Pflanzenart Schwarzer Holunder (Sambucus nigra) aus der Familie der Moschuskrautgewächse (Adoxaceae).

## Beschreibung
Der Kanadische Holunder ist ein großer Strauch oder kleiner Baum, der Wuchshöhen von bis zu 3 Meter erreicht. Sein Holz ist weich, sein Mark weiß. Die Rinde seiner jungen Zweige ist leicht bereift. Die gegenständigen, gefiederten Laubblätter sind bis 30 Zentimeter lang, 18 Zentimeter breit und meist fünf- bis elfteilig. Die am Rand gezähnten Blättchen sind elliptisch bis lanzettlich, 3 bis 15 Zentimeter lang und 4 bis 5 Zentimeter breit, ganz jung auf der Oberseite behaart, später bis auf einzelne Härchen auf der Nervatur der Unterseite kahl. Die Nebenblätter sind stielartig.
Der mit einem Durchmesser von bis zu 30 Zentimeter gewölbt-schirmförmige, verzweigt zymöse Blütenstand ist kahl. Die angenehm duftenden, zwittrigen Blüten sind radiärsymmetrisch und fünfzählig. Die fünf Kelchblätter sind grünlich. Die fünf hell gelblich-weißen Kronblätter sind an der Basis verwachsen. Es ist nur ein Kreis mit fünf mit den Kronblättern verwachsenen Staubblättern vorhanden; die weißen Staubfäden sind 2,4 Millimeter lang und die gelben Staubbeutel sind 5 Millimeter lang. Der Fruchtknoten ist unterständig. Die Narbe ist fünflappig.

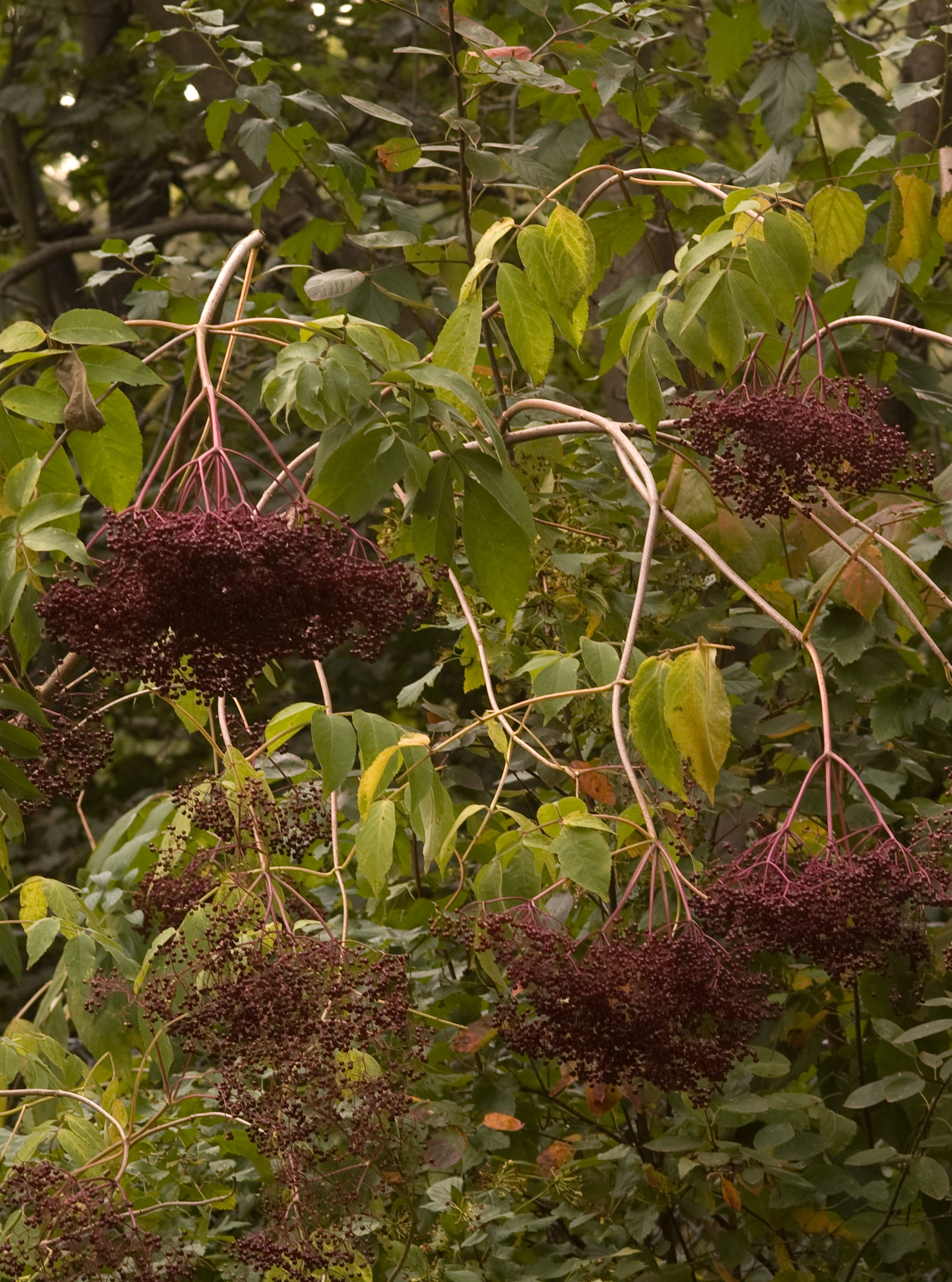
Kanadischer Holunder (Sambucus nigra subsp. canadensis) mit sich überbiegenden Fruchtständen

Die wohlschmeckenden, beerenähnlichen, mit einem Durchmesser von 4 bis 6 Millimeter kleinen Früchte sind rund und glänzend glatt. Die Früchte enthalten vier Samen.
Die Chromosomenzahl beträgt 2n = 36.

## Verbreitung
Der Kanadische Holunder findet sich an offenen Standorten in Wäldern, an Flussufern und in Sümpfen im östlichen Nordamerika bis nach Florida, Texas und Arizona. Es gibt auch Vorkommen auf den Antillen und in Mexiko. Der Kanadische Holunder bevorzugt frische Böden.

## Taxonomie
Die Stellung dieser Spezies ist umstritten. Sie wurde 1753 von Carl von Linné in Species Plantarum, Band 1, Seite 269 als Art Sambucus canadensis erstbeschrieben. 1994 überstellte sie Richard Bolli in Dissertationes Botanicae, Band 223, Seite 168 als Sambucus nigra L. subsp. canadensis (L.) Bolli in den Rang einer Unterart. Zuletzt wurde diese Art 2003 von Billie Lee Turner in Sida, Botanical Miscellany, Band 24, Seite 6 als Varietät Sambucus nigra L. var. canadensis (L.) B.L.Turner aufgestellt.
Weitere Synonyme sind Sambucus mexicana C.Presl ex DC., Sambucus oreopola Donn.Sm., Sambucus simpsonii Rehder.